# بوب لونش
بوب لونش (بالإنجليزية: Bob Lynch) هو مغني وكاتب أغاني أيرلندي، ولد في 18 مارس 1935 في دبلن في جمهورية أيرلندا، وتوفي في 2 أكتوبر 1982.

## وصلات خارجية
- بوب لونش على موقع ميوزك برينز (الإنجليزية)
- بوب لونش على موقع ديسكوغز (الإنجليزية)